# Mitcy Larue
Pour les articles homonymes, voir Larue.
Mitcy Larue est une femme politique seychelloise. Enseignante de profession, elle est membre du parti Seychelles unies et est élue pour la première fois à l'Assemblée nationale des Seychelles en 1993 ; elle est réélue en 1998, 2002 et 2007. Elle est nommée ministre de la Santé en 2012, puis ministre de l'Intérieur en 2016 et, succédant à Jeanne Siméon, ministre de la Famille de 2018 à 2020.